# Tom Boardman

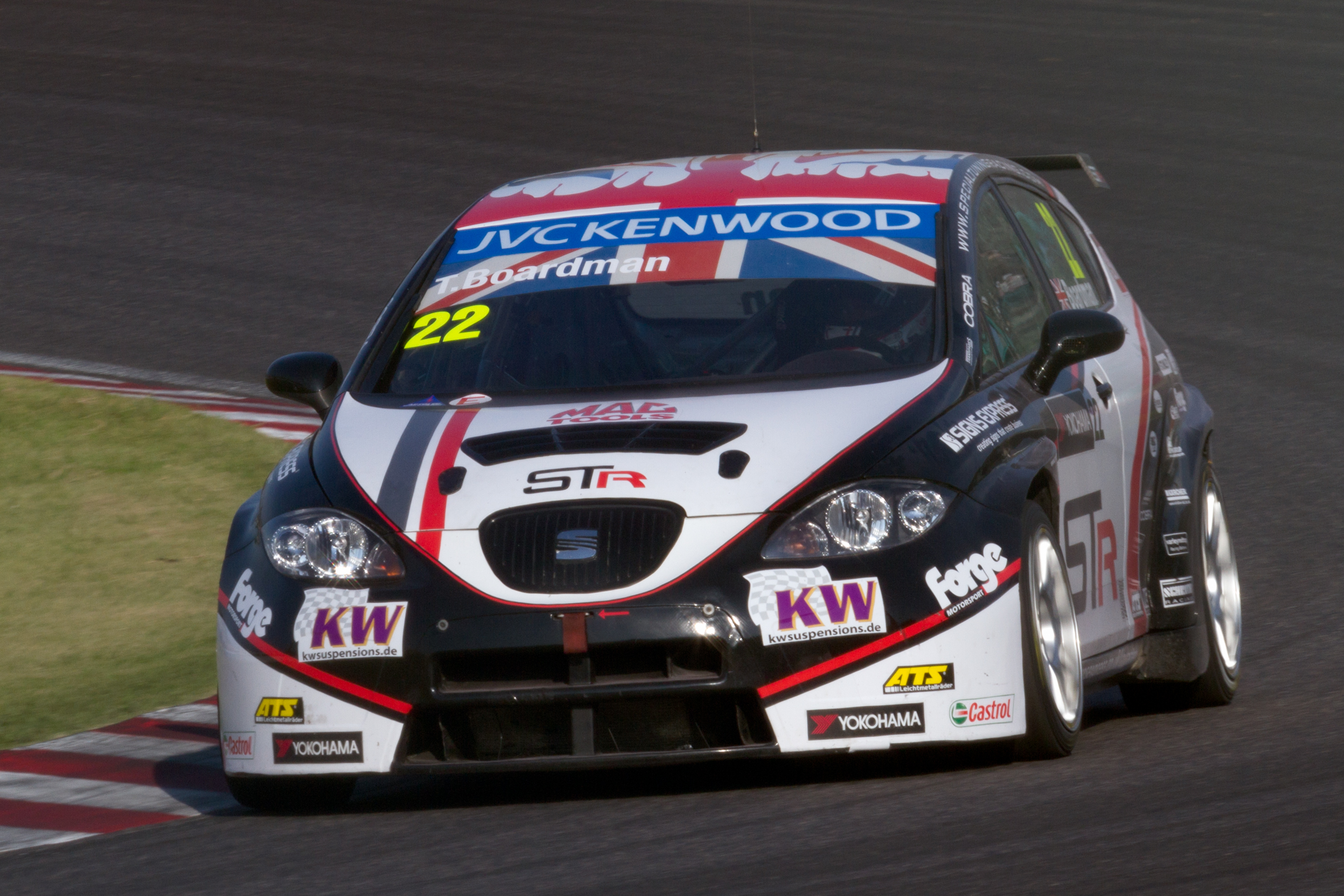
Tom Boardman i kvalloppet till World Touring Car Championship 2013 i Japan.

Tom Boardman, född den 15 oktober 1983 i Forton, Lancashire, England, är en brittisk racerförare.

## Racingkarriär
Boardman började sin motorsportskarriär redan som ungdom under 1990-talet. År 1999 vann han T Cars, efter att ha tagit förstaplatsen i sju av åtta lopp, och år 2000 deltog han i brittiska National Saloon Cup, där han kom på trettonde plats totalt. 2001–2003 körde han i produktionsklassen i British Touring Car Championship (BTCC), där han under sin tredje säsong kom på en femte plats totalt, efter att ha vunnit åtta av nitton lopp. År 2004 blev han trea i den brittiska SEAT Cupra-cupen (SEAT Cupra Championship), vilken han sedan vann 2005. 2006 tävlade Boardman i spanska SEAT León Supercopa, där han slutade på tredje plats. Efter ett mellanår 2007, där han blev åtta i den brittiska cupen, vann han den spanska cupen 2008, kom sexa i SEAT Eurocup, och fick dessutom göra ett inhopp i World Touring Car Championship (WTCC) för det spanska racingteamet SUNRED Engineering. Boardman tävlade i WTCC 2008–2010 för SUNRED Engineering och i WTCC 2012–2013 för sitt eget team, Special Tuning Racing. År 2009 kom han på femte plats i Independent's Trophy (privatförarcupen). Han tävlade med sitt eget team i BTCC 2010–2011, med en elfte plats totalt och en individuell vinst 2011. Efter 2013 tog Boardman en paus från racingen, med undantag för två lopp i TCR International Series 2015. Han återvände också för en period till BTCC under säsongen 2018.

### Notiser
1. 1 2 3 4 5 6 7 8 9 10 11 12 13 14  ”Tom Boardman”. Driver Database (driverdb.com). https://www.driverdb.com/drivers/tom-boardman/. Läst 12 mars 2022.
2. 1 2 3 4  ”Forton driver Boardman shows his class on racing return”. Lancaster Guardian. 13 april 2018. https://www.lancasterguardian.co.uk/sport/forton-driver-boardman-shows-his-class-racing-return-652489. Läst 12 mars 2022.
3. 1 2  ”Big interview: Boardman back behind the wheel”. Lancashire Post. 27 april 2018. https://www.lep.co.uk/sport/big-interview-boardman-back-behind-wheel-652328. Läst 12 mars 2022.